# Therapy?
Therapy? is een rockband uit Noord-Ierland.

## Biografie
De band werd in 1989 opgericht door gitarist-zanger Andy Cairns uit Ballyclare en drummer Fyfe Ewing uit Larne, Noord-Ierland. Fyfe Ewing verliet Therapy? in 1996 en werd eerst vervangen door Graham Hopkins en later door Neil Cooper. Hun eerste demo nam de band nog op met Cairns op de bas. Om de groep compleet te maken werd bassist Michael McKeegan aangenomen. Vooral door zijn wilde livespel werd hij een bekend gezicht van de groep.
Later kwam ook gitarist-cellist Martin McCarrick erbij. Met zijn cello zorgde hij voor een aparte toegevoegde waarde, wat vooral op Infernal Love duidelijk naar voren komt, hoewel hij op dat album nog niet officieel tot Therapy? was toegetreden. Dit gebeurde pas bij het album Semi-Detached. Hoewel het repertoire van Therapy? overwegend ruig te noemen valt, werd met de ballade Diane, een cover van Hüsker Dü, in 1995 de grootste hit gescoord. Het behaalde in de Nederlandse Top 40 een elfde plaats.
De albums Troublegum en Infernal Love zorgden voor een doorbraak bij het grote publiek dat zich herkende in de compromisloze teksten over opgroeien, angst, liefde en de onderlinge relaties van deze drie. Therapy? speelde meermaals op het Rock Werchter muziekfestival voor een steeds groter wordende schare fans. Met Semi-Detached en Suicide Pact - You First keerden ze echter eind jaren negentig bewust terug naar hun wat meer harder begin en een bestaan buiten de klassieke hitparademuziek.
Martin McCarrick verliet Therapy? in 2004, wat het huidige aantal weer op drie groepsleden bracht.

## Discografie

### Studioalbums
- Babyteeth (1991)
- Pleasure Death (1992)
- Nurse (1992)
- Troublegum (1994)
- Infernal Love (1995)
- Semi-Detached (1998)
- Suicide Pact - You First (1999)
- Shameless (2001)
- High Anxiety (2003)
- Never Apologise Never Explain (2004)
- One Cure Fits All (2006)
- Crooked Timber (2009)
- A Brief Crack of Light (2012)
- Disquiet (2014)
- Cleave (2018)
- Hard Cold Fire (2023)

### Verzamel- en livealbums
- Caucasian Psychosis (1992)
- Hats Off to the Insane (1993)
- Born in a Crash (1993)
- So Much for the Ten Year Plan: A Retrospective 1990-2000 (2000)
- Webgig (2007)
- We're Here to the End (2010)
- Greatest Hits (The Abbey Road Sessions) (2020)

### Singles
- Meat Abstract (1990)
- Have a Merry Fucking Christmas (1992)
- Teethgrinder (1992)
- Shortsharpshock (1993)
- Face the Strange (1993)
- Opal Mantra (1993)
- Nowhere (1994)
- Trigger Inside (1994)
- Die Laughing (1994)
- Isolation (1994)
- Femtex (1994)
- Knives (1994)
- Stories (1995)
- Loose (1995)
- Diane (1995)
- Bad Mother (1996)
- Church of Noise (1998)
- Lonely, Cryin', Only (1998)
- Hate Kill Destroy (2000)
- Gimme Back My Brain (2001)
- I Am the Money (2001)
- If It Kills Me (2003)
- My Voodoo Doll (2003)
- Die Like a Motherfucker (2005)
- Polar Bear /Rock You Monkeys (2005)
- Rain Hits Concrete (2006)
- Crooked Timber (2009)
- Living in the Shadow of a Terrible Thing (2012)
- Still Hurts (2015)
- Deathstimate (2015)
- Tides (2016)
- Callow (2018)
- Wreck It Like Beckett (2018)

### NPO Radio 2 Top 2000
| Nummer met noteringen in de NPO Radio 2 Top 2000 | '14  | '15  | '16  | '17  | '18  | '19  | '20  | '21  | '22  | '23  | '24  |
| ------------------------------------------------ | ---- | ---- | ---- | ---- | ---- | ---- | ---- | ---- | ---- | ---- | ---- |
| Diane                                            | 1466 | 1734 | 1749 | 1395 | 1500 | 1584 | 1420 | 1557 | 1528 | 1632 | 1681 |

1. ↑  Een vetgedrukt getal geeft de hoogste notering aan.
2. ↑  2014 was het eerste jaar met een notering voor dit nummer.